# 메드베데프숲의 학살
메드베데프숲의 학살(러시아어: Медведевский расстрел)은 1941년 9월 11일 소련의 비밀경찰 엔카베데가 수행한 정치범들의 대량학살 사건이다. 나치 독일이 소련을 침공한 바르바로사 작전이 개시되고 3개월 뒤에 벌어졌다. 독일군이 침공해오던 1941년 와중에 엔카베데가 여기저기서 자행한 재소자 학살 가운데 한 사례였다.
1941년 당시 오룔 교도소에는 5천여명의 정치범들이 수감되어 있었는데, 9월 5일 라브렌티 베리야의 명령으로 그들 가운데 특히 불평불만이 많아 전쟁통에 탈옥해서 지하운동을 조직할 것 같은 사람 170명의 명단이 작성되었다. 이 처형대상자 명단을 넘겨받은 스탈린이 처형을 승인했고, 9월 8일 바실리 울리크(재판장)・드미트리 칸디빈・바실리 부카노프 재판부가 소송・수사 등 법적 절차를 깡끄리 무시하고 161명에게 사형을 선고했다.
이후 오룔 교도소에 모여 있던 정치범 157명이 오룔시 바로 외곽의 메드베데프숲으로 끌려가 총살되었다. 처형된 사람 중에는 프리츠 뇌터 같은 외국 시민도 있었다. 그 밖에 여기서 처형된 저명인물로는 크리스티안 라콥스키, 세르게이 에프론, 올가 카메네바, 가레긴 아프레소프, 마리야 스피리도노바, 드미트리 플레트뇨프 등이 있다.